# سایروس‌وان
سایروس‌وان (انگلیسی: CyrusOne) شرکت املاک آمریکایی است، که در سال ۲۰۰۱ تأسیس شد.